# Благоевградска котловина
Благоевградската котловина (до 5 май 1950 г. Горноджумайска котловина) е котловина в Югозападна България, област Благоевград, в поречието на река Струма.
Котловината е дълбоко хлътнала по разломни линии между планините Рила на изток и Влахина на запад. На север чрез Кочериновския пролом на Струма се свързва с южната част на Кочериновското поле и Дупнишката котловина (Бобошевско поле), а на юг чрез Орановския пролом – със Симитлийската котловина. Максималната ѝ дължина от север на юг е 8 km, а ширината е 4 km. Площта е 34 km2. Средната надморска височина – 350 m.
Котловината е образувана през плиоцена в резултат на потъване по разломните линии. Дъното ѝ е покрито с алувиални и алувиално-пролувиални наноси, а периферията ѝ – с плиоценски и делувиални наслаги. Голяма част от котловината е заета от разлятия наносен конус на река Благоевградска Бистрица. В района на Благоевград извират минерални води с температура 54,6 °C и дебит около 1000 dm3/s. Климатът е преходно-континентален със средиземноморско влияние. Средната годишна температура на въздуха за станция Благоевград е 12,6 °C, средната януарска е 1,2 °C, средната юлска – 23 °C. Средна годишна валежна сума – 517 mm. Котловината се отводнява от река Струма и долните течения на притоците ѝ Благоевградска Бистрица (ляв) и Логодашка река (десен). Почвите са предимно канелени горски и алувиални, които заедно с благоприятните климатични условия способстват за отглеждането на тютюн, зеленчуци, овощия, лозя и развитие на животновъдството.
В източната част на котловината е разположен град Благоевград, а в останалата ѝ част още 7 села: Бело поле, Българчево, Зелендол, Изграв, Мощанец, Покровник и Рилци
От север на юг, на протежение от 8,7 km, преминава участък от първокласен път № 1 от Държавната пътна мрежа Видин – София – ГКПП „Кулата“.
От изток на запад, от Благоевград до село Зелендол, на протежение от 3,8 km преминава участък от третокласен път № 106 от Държавната пътна мрежа Благоевград – ГКПП „Станке Лисичково“.
Успоредно на първокласния път преминава и участък от трасето на жп линия София – Благоевград – Кулата.

## Топографска карта
- Лист от карта K-34-71. Мащаб: 1 : 100 000.
- Лист от карта K-34-83. Мащаб: 1 : 100 000.